# شهرستان گوستنگن
شهرستان گوستنگن (به لهستانی: Powiat Gostynin) یک شهرستان در لهستان است که در استان ماسوویان واقع شده است. شهرستان گوستنگن ۶۱۵٫۵۶ کیلومتر مربع مساحت و ۴۷٬۰۳۴ نفر جمعیت دارد.